# Joma
 (janvier 2021).
Si vous disposez d'ouvrages ou d'articles de référence ou si vous connaissez des sites web de qualité traitant du thème abordé ici, merci de compléter l'article en donnant les références utiles à sa vérifiabilité et en les liant à la section « Notes et références ».
Joma Sport est une marque espagnole de vêtement de sport créée en 1965, la marque JOMA est spécialisée dans le développement et la fabrication de chaussures de sport ainsi que des équipements et d’accessoires de sport. La marque Joma est présente avec un réseau de distribution de plus de 107 pays dans le monde.[réf. nécessaire]

## Historique et activité
Joma est une entreprise espagnole qui fabrique des équipements sportifs. Elle a été créée en 1965 sous le nom de Fructuosa Lopez SA. Elle a reçu son nom actuel en 1969. Depuis plus d’un demi-siècle, elle opère sous la direction de Fructuoso Lopez, produisant aux sportifs des chaussures et tenues de qualité.
Le mot « Joma » représenté dans l'entité est une version abrégée du nom Joselito Manuel. C’était le nom du fils aîné de Fructuoso Lopez. De plus, le nom de la société Joma ne se prononce pas à la manière espagnole, avec le son H au début, mais en anglais – avec un J..
L'entreprise espagnole qui équipe de nombreux clubs ibériques dans le football, devient également réputée dans les sports collectifs de salle (handball, volley, futsal) où elle officie.
De 2015 à 2021, Joma fut l'équipementier du Toulouse Football Club,. C'était la première fois qu'il équipait un club de Ligue 1 depuis son implantation en France en 2012,.
En 2016, Joma dépense plus 1 million d'euros annuellement pour être l'équipementier de l'équipe nationale de Roumanie lors de l'Euro 2016 de football
En 2020, la marque Joma fait partie des équipementiers des « 5 grands championnats français de football » même si elle reste loin derrière les leaders du secteur que sont Adidas, Nike et Puma. Elle y est présente, par exemple, sur 9 maillots sur un total de 98 clubs.

## Identité visuelle
Le format du premier logo de la marque sportive est simple. Il ne contient que la partie texte. Les lettres sont grandes, larges, trapues. Ils sont en gras, en minuscules et centrés. Dans le même temps, chaque symbole a des caractéristiques distinctives. Par exemple, la lettre «J» est plus longue que le reste des caractères, les espaces intérieurs «m» sont exactement comme un popsicle sur un bâton, «a» a une longue queue enroulée. Fondamentalement, les concepteurs ont tout laissé tel quel, supprimant l’icône graphique de la mascotte de l’oiseau.

Premier logo de l'entreprise et de la marque.
Ancien logo de Joma toujours en usage.

## Équipementier officiel

### Football

#### Clubs
- TSG 1899 Hoffenheim
- Futbol Club Santa Coloma
- Swansea City AFC [8]
- Norwich City[9]
- RSC Anderlecht [10]
- CD Leganés [11]
- Getafe
- Sestao River Club [12]
- Villarreal [13]
- Le Havre AC [14]
- Pau FC[15]
- Atalanta Bergame [16]
- Hellas Vérone [17]
- Torino FC
- Clube de Futebol Os Belenenses [18]
- Zénith Saint-Pétersbourg [19]
- CSKA Moscou
- Football Club Biel-Bienne
- Sport Club Kriens
- Trabzonspor [20]

#### Sélections
- Équipe de Roumanie de football [21]
- Équipe du Togo de football [22]
- Équipe d'Ukraine de football [23]
- Équipe du Kirghizistan de football [24]

#### Anciens clubs équipés par Joma
- Espanyol Barcelone
- Toulouse FC (2015-2021) [25]
- MKE Ankaragücü (2022-2023)
- Metalist Kharkiv

### Basketball

#### Clubs
- Pallacanestro Biella[26]